# Parigi-Bruxelles 2006
La Parigi-Bruxelles 2006, ottantaseiesima edizione della corsa, valida come evento dell'UCI Europe Tour 2006 categoria 1.HC, si svolse il 9 settembre 2006 su un percorso di 219,1 km. Fu vinta dall'australiano Robbie McEwen, che terminò la gara in 5h 30' 39" alla media di 39,75 km/h.
Furono 119 i ciclisti che portarono a termine la competizione.

## Ordine d'arrivo (Top 10)
| Pos. | Corridore           | Squadra         | Tempo    |
| ---- | ------------------- | --------------- | -------- |
| 1    | Robbie McEwen       | Davitamon       | 5h30'39" |
| 2    | Tom Boonen          | Quick Step      | s.t.     |
| 3    | Steven de Jongh     | Quick Step      | s.t.     |
| 4    | Sergej Lagutin      | Navigators Ins. | s.t.     |
| 5    | Gorik Gardeyn       | Unibet.com      | s.t.     |
| 6    | Wouter Van Mechelen | Ch. Jacques     | s.t.     |
| 7    | Frédéric Amorison   | Landbouwkrediet | s.t.     |
| 8    | Paolo Bossoni       | Tenax           | s.t.     |
| 9    | William Bonnet      | Crédit Agricole | s.t.     |
| 10   | Kenny Dehaes        | Ch. Jacques     | s.t.     |